# Pentoxid de fosfor
Pentoxidul de fosfor este un compus chimic cu formula P4O10. Numele său comun este derivat de la formula empirică (sau brută), P2O5. Este un solid alb, cristalin, fiind anhidrida acidului fosforic (de aceea, mai poate fi numită și anhidridă fosforică). Este un compus extrem de higroscopic, de aceea este folosit ca și agent de deshidratare și de uscare puternic.

## Obținere
Pentoxidul de fosfor se obține prin arderea fosforului elementar cu o cantitate suficientă de aer:
P4 + 5 O2 → P4O10

## Proprietăți chimice

### Reacția cu apa
Pentoxidul de fosfor este folosit ca și agent de deshidratare, întrucât reacția sa de hidroliză este o reacție exotermă:
P4O10 + 6 H2O → 4 H3PO4   (–177 kJ)
Este cel mai energic agent deshidratant pentru gaze, fiind folosit la uscarea gazelor în coloane sau turnuri de uscare.
Aplicațiile sale se extind până în domeniul sintezei organice, unde P4O10 este un agent de deshidratare foarte comun. Cea mai importantă aplicație este conversia amidelor primare în nitrili:
P4O10 + RC(O)NH2 → P4O9(OH)2 + RCN
Produsul de reacție P4O9(OH)2 are o formulă generalizată care reprezintă un produs nedefinit al hidratării  P4O10.
În mod alternativ, în reacție cu acizii carboxilici, se obțin anhidridele acide corespunzătoare:
P4O10 + RCO2H → P4O9(OH)2 + [RC(O)]2O

### Caracterul oxidant
Prin încălzire puternică, pentoxidul de fosfor se descompune în trioxid de fosfor:
{\displaystyle {\mathsf {P_{4}O_{10}\rightarrow P_{4}O_{6}+2O_{2}}}}